# Oeneis macounii
Oeneis macounii är en fjärilsart som beskrevs av Edwards 1885. Oeneis macounii ingår i släktet Oeneis och familjen praktfjärilar. Inga underarter finns listade i Catalogue of Life.